# Пыско, Михаил Михайлович
Михаи́л Миха́йлович Пыско́ (укр. Михайло Михайлович Писко; 19 марта 1993 года; Воля-Баранецкая, Самборский район, Львовская область, Украина) — украинский футболист, защитник клуба «Прикарпатье» (Ивано-Франковск).

## Игровая карьера
Футболом начинал заниматься в ДЮСШ Самбора, где работал его отец бывший профессиональный футболист, выступавший лишь в командах низших дивизионов. Далее Пыско обучался во Львове в «УФК-Карпаты» у тренера Олега Родина. После завершения обучения был приглашён в молодёжный состав донецкого «Шахтёра», где на протяжении четырёх сезонов являлся бессменным и незаменимым игроком обороны. По итогам сезонов 2010/11 и 2011/12 годов становился победителем молодёжного чемпионата Украины. Становился серебряным (2013/14) и бронзовым (2012/13) призёром этого турнира.
Летом 2014 года перешёл на правах аренды в луганскую «Зарю». Первый матч в составе «Зари» провёл в Лиге Европы против норвежского «Мольде» 31 июля, и только 3 августа дебютировал в украинской Премьер-лиге против «Олимпика». 21 августа Юрий Вернидуб доверил ему все 90 минут в домашнем поединке с голландским «Фейеноордом». Осенью того же года Пыско потерял место в первой команде и стал играть преимущественно за дубль. Весной следующего года перешёл в «Говерлу», где сыграл всего 3 матча за дубль. Летом того же года сменил «Говерлу» на мариупольский «Ильичёвец», выбывший перед этим в первую лигу.

## Карьера в сборной
В 2011 году Пыско привлёк внимание Олега Кузнецова, который принял руководство юношеской сборной Украины 1993 года рождения из рук Александра Лысенко. В составе этой команды принял участие в официальных матчах отбора Евро-2012 (до 19 лет) с Казахстаном, Македонией и Швейцарией (первый этап квалификации), Израилем, Ирландией и Португалией (элит-раунд) — и забил гол швейцарцам (1:1).
В январе 2014 года в составе молодёжной сборной под руководством Сергея Ковальца выступал на Кубке Содружества, где сыграл 6 матчей и завоевал золотые медали. В мае принимал участие в двух товарищеских играх за «молодёжку» с Молдавией, а в августе входил в расширенный список кандидатов на игры отбора Евро-2015 (до 21 года) с командами Швейцарии и Лихтенштейна.